# تفجير مسجد الكاظمية 2016
في 30 أبريل / نيسان 2016 ، قُتل ما لا يقل عن 38 شخصًا وجُرح 86 آخرون ، نتيجة تفجير سيارتين مفخختين في بغداد ، عاصمة العراق . وأعلن تنظيم الدولة الإسلامية مسؤوليته عن الهجوم .  

## قصف
في 30 أبريل / نيسان 2016 ، انفجرت سيارة مفخخة جنوب شرق بغداد ، مستهدفةً حجاجًا شيعة كانوا متجهين إلى مسجد الكاظمية . وأسفر الانفجار عن مقتل 38 شخصًا على الأقل وإصابة 86 آخرين ، وفقًا لمسؤولين في الشرطة المحلية .  وأشار مسؤولون أمنيون حكوميون آخرون إلى أن الهدف كان سوقًا مفتوحًا . 